# Ка дел Понте (Пјаченца)
Ка дел Понте је насеље у Италији у округу Пјаченца, региону Емилија-Ромања.
Према процени из 2011. у насељу је живело 205 становника. Насеље се налази на надморској висини од 74 м.